# Cent vuit
El nombre 108 (CVIII) és el nombre natural que segueix el nombre 107 i precedeix el nombre 109.
La seva representació binària és 1101100, la representació octal 154 i l'hexadecimal 6C.
La seva factorització en nombres primers és 2²×33; altres factoritzacions són 1×108 = 2×54 = 3×36 = 4×27 =6×18 = 9×12.

## En altres dominis
- És el nombre atòmic del hassi